# Einstein Institute of Mathematics
L'Einstein Institute of Mathematics (in ebraico מָכוֹן אַייְנְשְׁטַייְן לְמָתֶמָטִיקָה‎?) è un centro di ricerca in matematica dell'Università Ebraica di Gerusalemme, nato nel 1925 con la fondazione dell'Università. Il centro è uno dei migliori istituti di ricerca nel proprio campo e nel tempo è stato frequentato da vincitori del Premio Nobel, della Medaglia Fields, del Premio Wolf e del Premio Israele.

## Storia
Circa un anno prima della fondazione dell'Università Ebraica, un filantropo israeliano-americano, Philip Wattenberg, mise a disposizione dei fondi per l'istituzione di un centro di ricerca in onore del fisico teorico Albert Einstein.
L'Istituto di Matematica Einstein venne ufficialmente fondato nel 1925. La lezione inaugurale fu tenuta da Edmund Landau sui problemi della teoria dei numeri e fu anche la prima lezione di matematica avanzata tenuta da parte di un'istituzione importante in ebraico moderno. Nel 1928 la sede dell'Istituto venne trasferita al Palazzo Philip Wattenberg, progettato da Benjamin Chaikin e da Sir Frank Mears, dove è rimasta fino al 1948 quando l'Università Ebraica perse l'accesso al Monte Scopus durante la guerra arabo-israeliana.
Edmund Landau fu il primo Professore di Matematica dell'Università Ebraica. Egli, durante il periodo di insegnamento all'Università, negoziò il trasferimento della biblioteca privata del matematico Felix Klein da Göttingen a Gerusalemme, che poi si espanse dando origine ad una più grande biblioteca di matematica. Alcuni accademici dell'Università sono stati Binyamin Amirà, Abraham Fraenkel e Michael Fekete. Altri ricercatori, come Issai Schur e Otto Toeplitz, sono arrivati all'Istituto durante l'ascesa del regime nazista in Germania.
Nel 1963 l'Istituto di Matematica Einstein fondò l'Israel Journal of Mathematics come una continuazione del Bulletin of the Research Council of Israel.
Nel 1969 si formò anche una divisione di informatica all'interno dell'Istituto, diventata poi un organo indipendente nel 1992.

## Membri noti

### Membri attuali
- Karim Adiprasito (1988– ); New Horizons Prize, EMS Prize (2019)
- Shmuel Agmon (1922– ); Israel Prize (1991)
- Robert Aumann (1930– ); Israel Prize (1994), Nobel Prize (2005)
- Ehud de Shalit (1955– )
- Shaul Foguel (1931– )
- Hillel Furstenberg (1935– ); Israel Prize (1993), Wolf Prize (2006), Abel Prize (2020)
- Sergiu Hart (1949– ); Israel Prize (2018)
- Gil Kalai (1955– )
- Yitzhak Katznelson (1934– ); Steele Prize (2002)
- David Kazhdan (1946– ); Israel Prize (2012)
- Ruth Lawrence (1971– )
- Nati Linial (1953– )
- Azriel Lévy (1934– )
- Elon Lindenstrauss (1970– ); Fields Medal (2010)
- Alexander Lubotzky (1953– ); Israel Prize (2018)
- Menachem Magidor (1946– )
- Abraham Neyman (1949– )
- Eliyahu Rips (1948– ); Erdős Prize (1979)
- Zlil Sela (1962– )
- Aner Shalev (1958– )
- Saharon Shelah (1945– ); Erdős Prize (1977), Pólya Prize (1992), Wolf Prize (2001), Israel Prize (1998), Steele Prize (2013)
- Benjamin Weiss (1941– )
- Tamar Ziegler (1971– ); Erdős Prize (2011)

### Membri fondatori
- Binyamin Amirà (1896–1968)
- Shimshon Amitsur (1921–1994), Israel Prize (1953)
- Dror Bar-Natan (1966– )
- Jean Bourgain (1954–2018), Fields Medal (1994), Shaw Prize (2010), Breakthrough Prize (2017)
- Aryeh Dvoretzky (1916–2008); Israel Prize (1973)
- Gregory Eskin (1936– )
- Michael Fekete (1886–1957); Israel Prize (1955)
- Abraham Fraenkel (1891–1965); Israel Prize (1956)
- Ehud Hrushovski (1959– ); Erdős Prize (1994)
- Yael Karshon (1964– )
- Jacob Levitzki (1904–1956); Israel Prize (1953)
- Yoram Lindenstrauss (1936–2012); Israel Prize (1981)
- Moshé Machover (1936– )
- Michael Maschler (1927–2008)
- Amnon Pazy (1936–2006), mathematician; President of the Hebrew University of Jerusalem
- Michael Rabin (1931– ); Turing Award (1976), Israel Prize (1995)
- Yuval Peres (1963– ); Loève Prize (2001)
- Esther Seiden (1908–2014)